# مرتضی‌قلی خان پرناک ترکمان
مرتضی قلی‌خان پرناک ترکمان از امرای قزلباش طایفه پرناک در دوره شاه طهماسب یکم، شاه اسماعیل دوم و شاه محمد خدابنده بود. وی توسط شاه اسماعیل دوم حاکم مشهد شد. شاه اسماعیل دوم وی را مامور کرد بود جسد شاه طهماسب یکم را که تا آن زمان در قزوین مانده بود، به مشهد برده و در حرم علی بن موسی الرضا تدفین کند. از میان حکمرانان خراسان، مرتضی قلی‌خان پرناک ترکمان بر خلاف علی‌قلی‌بیگ گورکان شاملو و مرشد قلی‌خان سلطان استاجلو موافق بازگشت عباس میرزا از هرات به قزوین بود.
ناسازگاری مرتضی قلی‌خان پرناک ترکمان و علی‌قلی‌بیگ گورکان شاملو جدا از این که متعلق به دو طایفه مخالف بودند، بیشتر به دلیل رقابت در حکمرانی بر خراسان و هرات بود. مرتضی قلی‌خان پرناک ترکمان پس از پیروزی بر ازبک‌ها به علی‌قلی‌بیگ گورکان شاملو به دیده حقارت می‌نگریست.

## حمله ازبک‌ها به خراسان (۱۵۷۸)
جلال خان ازبک، با شش یا هفت هزار ازبک از قبیله نایمان، از نواحی نسا و ابیورد وارد خراسان شد و به سمت مشهد حرکت کرد تا غارت و چپاول کند. امرای محلی به تنهایی قدرت مقابله با او را نداشتند، بنابراین به دژهای خود پناه بردند و منتظر بودند تا یکی از بگِلر بگ‌ها (فرماندهان ایالتی) دفاعی سازماندهی کند تا آن‌گاه به میدان بیایند. پس از غارت مشهد، جلال خان به سمت جَام حرکت کرد و پس از غارت آن ناحیه نیز، برنامه داشت که از مسیر سرخس بازگشته و احشام دزدیده شده را با خود بیاورد. مرتضی‌قلی خان پرناک ترکمان، بگِلر بگ مشهد، پیام‌هایی به امرای تحت فرمانش فرستاد و آن‌ها را به نبرد فراخواند. با علم به اینکه هدف جلال خان تصرف سرزمین نبود، بلکه غارت بود و او در حال بازگشت بود، مرتضی‌قلی خان پرناک ترکمان برای دریافت تقویت‌ها منتظر نماند. بلکه با نیروهای خود و یک گروه از قورچی‌ها از مشهد حرکت کرد. زمانی که به جَام رسید، با تعدادی از امرای دیگر و نیروهای محلی، در مجموع حدود سه هزار نفر به او پیوستند.

## محاصره قلعه نیشابور
محاصره قلعه نیشابور نبردی بود که در سال ۱۵۸۱ میلادی و مابین دو سپاه یکی به فرماندهی مرتضی قلی‌خان پرناک ترکمان و درویش محمدخان روملو و به حمایت حکومت مرکزی صفویه (شاه محمد خدابنده) و دیگری به فرماندهی علی‌قلی‌بیگ گورکان شاملو و مرشد قلی‌خان سلطان استاجلو و به حمایت عباس میرزا (بعدا" شاه عباس یکم) روی داد.

## جنگ تیرپل
در نبرد تیرپل، شاه محمد خدابنده، مرتضی قلی‌خان پرناک ترکمان حکمران مشهد را با چند تن از امرا و یک دسته سوار مامور کرد که خود را سریعا" به دژ هرات رسانند و تا شاه عباس و علی‌قلی‌بیگ گورکان شاملو نرسیده‌اند، قلعه را فتح کنند. اما مرتضی قلی‌خان پرناک ترکمان و همراهانش که از تربت تا غوریان را نیز با شتاب طی کرده بودند، به دلیل خستگی مردان و اسب‌ها، چون به شهر هرات رسیدند در پناهگاهی فرود آمدند، تا شب را در آنجا استراحت کنند و بامداد روز دیگر قلعه شهر را تصرف کنند. بر حسب اتفاق شاه عباس با اندکی از همراهیانش پیش از نیمه شب وارد دژ شدند و به کار دفاع و دژبانی مشغول شدند. صبحگاه که مرتضی قلی‌خان پرناک ترکمان به سوی قلعه رفتند، دروازه‌ها را مسدود و برج و بارو را محافظت شده دیدند.